# Ciudad Mante National Airport
Ciudad Mante National Airport är en flygplats i Mexiko.   Den ligger i kommunen El Mante och delstaten Tamaulipas, i den centrala delen av landet, 400 km norr om huvudstaden Mexico City. Ciudad Mante National Airport ligger 95 meter över havet.
Terrängen runt Ciudad Mante National Airport är platt åt nordost, men åt sydväst är den kuperad. Runt Ciudad Mante National Airport är det ganska tätbefolkat, med 60 invånare per kvadratkilometer. Närmaste större samhälle är Ciudad Mante, 4,5 km öster om Ciudad Mante National Airport. Omgivningarna runt Ciudad Mante National Airport är en mosaik av jordbruksmark och naturlig växtlighet.